# Linje 2 (Pekings tunnelbana)

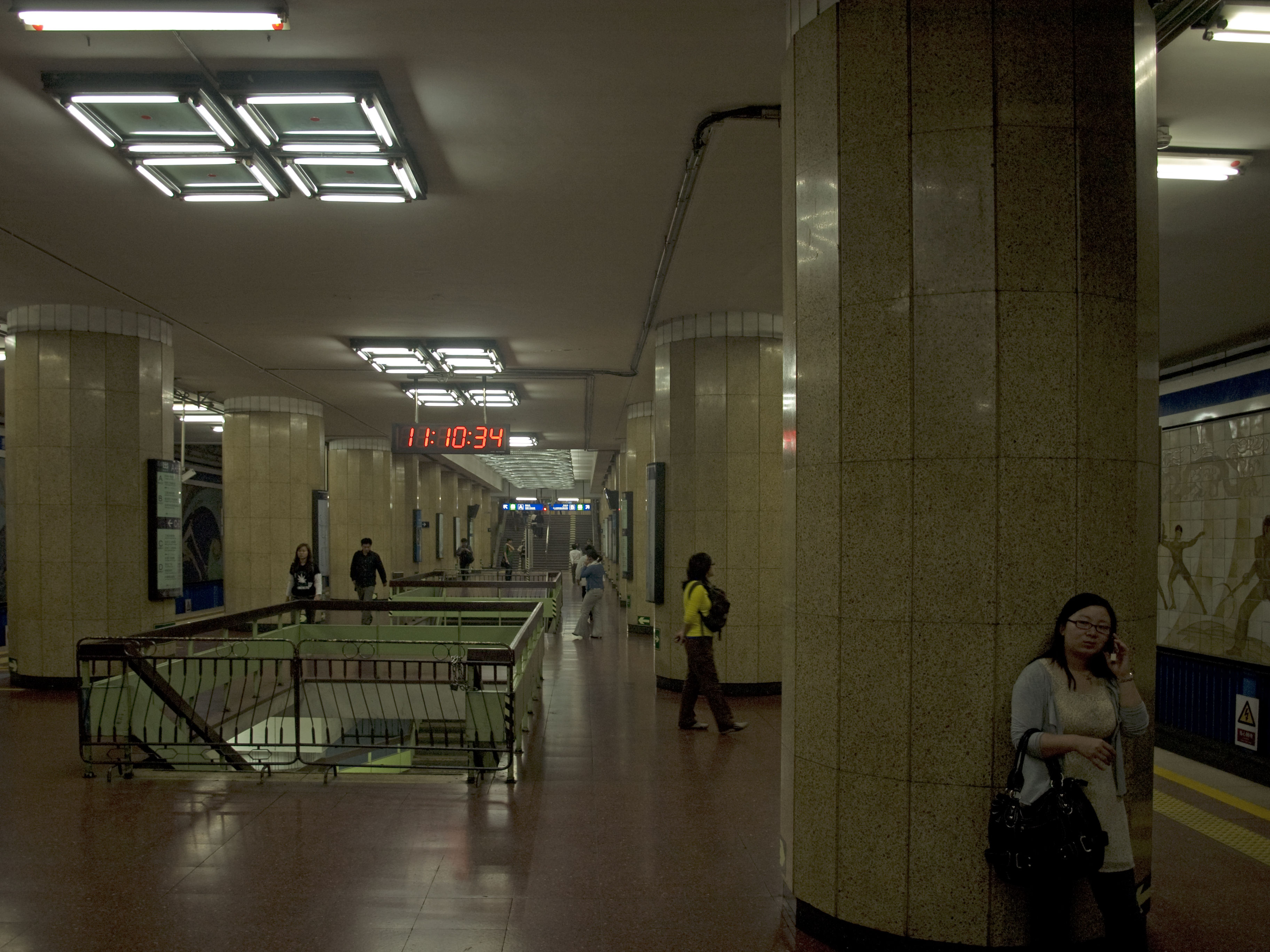
Stationen Dongsi Shitiao på Linje 2

Linje 2 ((北京地铁2号线; Běijīng dìtiě èrhào xiàn)) är en linje i Pekings tunnelbana. Linjen är en sluten ringlinje och trafikerar runt Pekings historiska centrum. Linjen är den inre av systemets två ringlinjer och omsluts av Linje 10. Linje 2 är i kartor och på skyltar märkt med mörkblå färg.     

## Bansträckning
Linjen följer den nästan kvadratiska sträckningen som historiskt var Pekings inre stadsmur. Norra sträckningen följer norra Andra ringvägen från Xizhimen förbi Yonghegong till Dongzhimen. Den östra sträckningen följer östra Andra ringvägen söder ut tills den korsar Chang'anavenyn vid Jianguomen där den vikar av väster ut till Pekings järnvägsstation. Den södra sträckningen fortsätter väster ut längs Qianmenavenyn (前门大街) förbi Qianmen söder om Himmelska fridens torg och vidare längs 'Xuanwuanvenyn (宣武门大街). Dev västra sträckningen följer västra Andra ringvägen norrut förbi Fuchengmen, och sluter sedan ringvägen vid Xizhimen.

## Trafikeringstider
Första tåget i medurs riktning ("inre loop" (内环)) avgår 5:04 från Jishuitan. Det första tåget i moturs riktning ("yttre loop" (外环)) avgår 05:10 från Xizhimen. Sista tåget i medurs riktning som går hela varvet avgår 22:42 från Xizhimen och avslutar sedan kl 23:31 tillbaka i Xizhimen. Sista tåget i moturs riktning som går hela varvet avgår 22:56 från Jishuitan och avslutar sedan kl 23:41 tillbaka i Xizhimen.

## Biljettpriser
Prissättningen på biljetterna avgörs av färdsträckan.
- 3 yuan (¥) för resor upp till 6 km.
- 4 yuan för resor 6 till 12 km.
- 5 yuan för resor 12 till 22 km.
- 6 yuan för resor 22 till 32 km.
- Ytterligare 2 yuan för varje ytterligare 20 km. utöver 32 km.

## Historia
1969 revs stora delar av Pekings stadsmur och flera stadsportar inför uppförandet av Linje 2. Stationerna Xizhimen, Andingmen, Dongzhimen, Chongwenmen, Xuanwumen och Fuchengmen har alla fått sina namn från de historiska stadsportarna.
1 oktober 1969 trafikerades de sex stationerna från Beijing Railway Station till Changchunjie, fast då som en del i Linje 1.
20 september 1984 öppnade Linje 2, och då med den öppna sträckningen från Fuxingmen, norrut förbi Xizhimen och Dongzhimen till Beijing Railway Station. 28 december 1987 började Linje 2 trafikera som en ringlinje, och stationerna längs den södra sträckningen övergick till att tillhöra Linje 2.

## Lista över stationer
Från nordvästra hörnet och medurs:
- Xizhimen (西直门)  (byte till      Linje 4 och      Linje 13)
- Jishuitan (积水潭)
- Guloudajie (鼓楼大街) (byte till      Linje 8)
- Andingmen (安定门)
- Yonghegong (雍和宫) (byte till      Linje 5)
- Dongzhimen (东直门)  (byte till      Airport Express och      Linje 13)
- Dongsi Shitiao (东四十条)
- Chaoyangmen (朝阳门) (byte till      Linje 6)
- Jianguomen (建国门)  (byte till      Linje 1)
- Beijing Railway Station (北京站)
- Chongwenmen (崇文门)  (byte till      Linje 5)
- Qianmen (前门)
- Hepingmen (和平门)
- Xuanwumen (宣武门)  (byte till      Linje 4)
- Changchunjie (长椿街)
- Fuxingmen (复兴门)  (byte till      Linje 1)
- Fuchengmen (阜成门)
- Chegongzhuang (车公庄) (byte till      Linje 6)